# Pofbroek

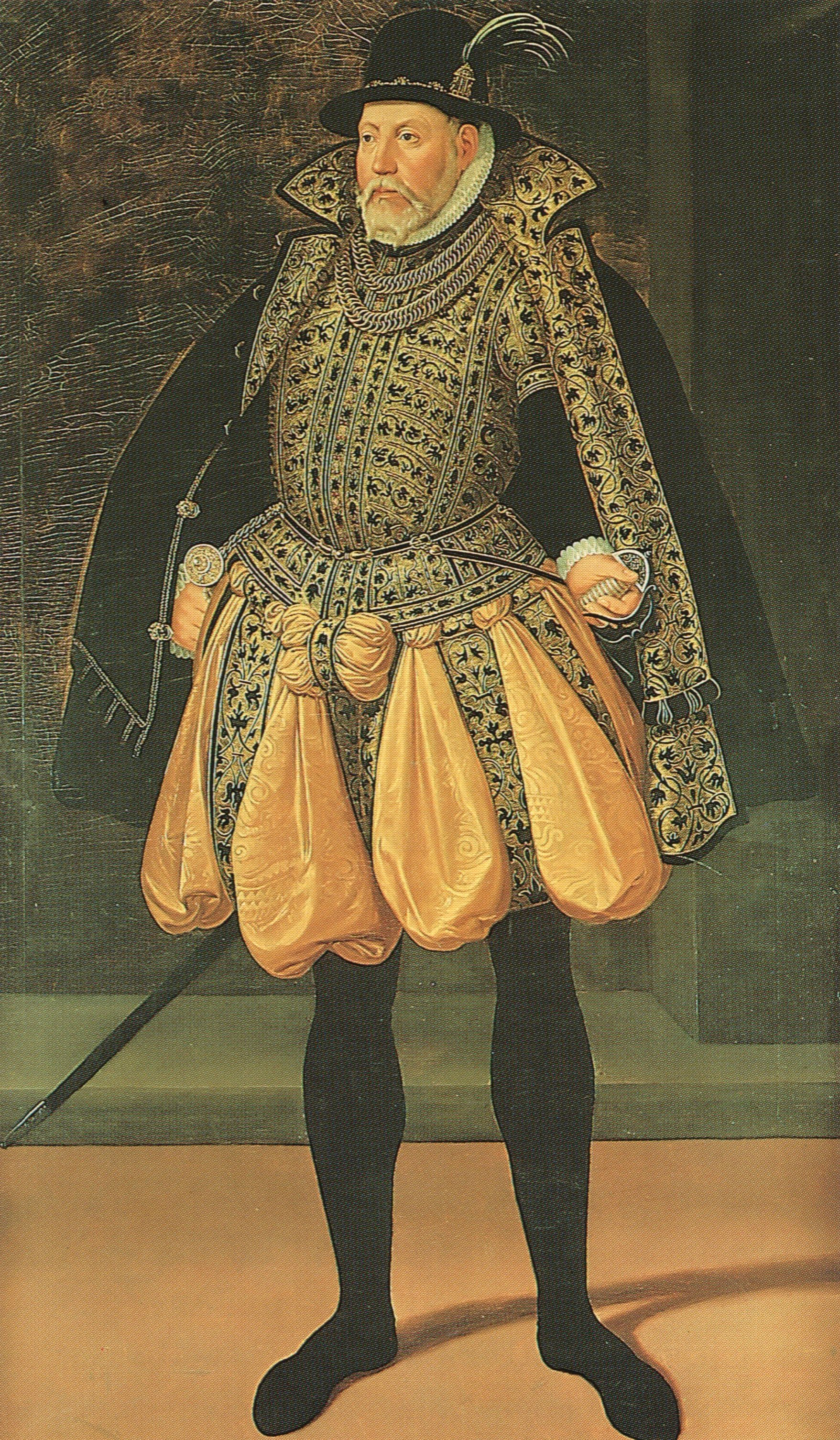
Hertog Ulrich III van Meckelenburg in een pofbroek (met braguette)

Een pofbroek is een wijd vallende broek waarvan de uiteinden van de broekspijpen nauw om de benen sluiten. Afhankelijk van de lengte van de pijpen spreekt men van een knickerbocker (tot net onder de knie) of een plusfour (tot 10 cm onder de knie). Ook andere lengtes komen voor, van heel kort tot op de enkels. Onder de broek worden kousen gedragen, zodat de benen geheel bedekt zijn. Destijds werd in de Nederland dit model broek schalks een aelkorf genoemd, een verwijzing naar het verborgen mannelijk geslachtsdeel.
De pofbroek is in de tweede helft van de zestiende eeuw ontstaan in Spanje en bevatte een overdaad aan dure stoffen, die in verticale stroken werden genaaid. Tot aan het einde van de zeventiende eeuw bleef de pofbroek in deze vorm in de mode, waarbij de lengte van de broek in de loop der tijd varieerde. In de twintigste eeuw werd de plusfour nog tot in begin jaren 40 gedragen als sportkleding bij onder andere golf en honkbal. De knickerbocker werd vooral door jonge jongens gedragen. In de Westerse herenmode is het kledingstuk sindsdien niet langer aanwezig. In het Midden-Oosten dragen zowel mannen als vrouwen soms nog pofbroeken, zoals de traditionele salwar.
In de vrouwenmode zijn de bloomer en harembroek twee historische stijlen van pofbroeken.
- Gemeinsame Normdatei: 1067435921